# Nattliga toner
Nattliga toner (a volte noto con il titolo italiano Visioni notturne) è un film del 1918, diretto da Georg af Klercker.

## Trama
Le belle lettere sono la passione del vanesio barone Robert von Meislingen, ed anche il suo cruccio, perché si rende conto che i versi che scrive non sono buoni. Egli è anche un assiduo frequentatore del teatro cittadino, e un giorno, introdotto dietro le quinte dal direttore, si fa presentare la giovane Rosa Lund, che ha appena ottenuto un ruolo, e inizia, decisamente mal accetto, a farle la corte con insistenza.
In una delle varie case possedute dal barone von Meislingen, nei quartieri degradati, vivono, alle soglie della povertà, il giovane Peter Långhår, poeta e drammaturgo di talento, ma senza riconoscimenti, e il suo dirimpettaio e amico, l'anziano Jens. Un giorno Peter legge a Jens, che ne rimane commosso, il suo dramma "Musica notturna" (Nattliga toner).
Jens non ha denaro per pagare l'affitto, e finisce in mezzo alla strada. Il barone si reca sul luogo dello sfratto ormai avvenuto, per dare disposizioni, e ode, da dietro la porta, Peter che declama una delle sue poesie: entra e convince il poeta a vendergliela. La pubblicherà in seguito come opera sua, ottenendo immeritate lodi.
Rosa Lund incontra, su una delle panchine del parco, Jens, disperato, e riesce ad ottenergli un ricovero presso la locale casa di riposo, grazie al fidanzato Emil Ström, che vi lavora come segretario.
Von Meislingen fa visita con sempre maggior frequenza a Peter, che legge anche a lui "Musica notturna", ma questa volta non c'è modo di convincere il poeta a vendere il dramma.
Il barone fa pubblicare sul giornale un trafiletto di felicitazioni per il compleanno di Peter Långhår, nel quale si specifica che, per celebrarlo, gli aveva inviato una cesta di prelibati cibi e una non indifferente somma di denaro. Il giorno dopo Jens va a casa di Peter, e lo trova morto. Il denaro non si trova, così la polizia suppone che la morte sia dovuta all'opera di un ladro.
Sei mesi dopo al teatro danno "Musica notturna", di Robert von Meislingen. Il dramma ha un enorme successo ed il barone plagiario diventa famoso. Ma una sera gli ospiti della casa di riposo assistono ad una delle repliche della pièce, e Jens si rende immediatamente conto che si tratta del dramma del povero Peter. Jens sospetta che anche la morte dell'amico sia imputabile a von Meislingen, quindi contatta il barone, senza grande successo, poi riferisce il tutto a Rosa ed Emil, che escogitano un piano per sincerarsi della colpevolezza del barone.
Rosa telefona a von Meislingen, proponendogli un appuntamento a teatro per la sera. Il barone è ben felice di accettare; poi Rosa, insieme ad Emil e a Jens, si reca al teatro, e i tre chiedono al truccatore di travestirsi da Peter Långhår. Il personale sta sistemando i macchinari  e gli oggetti di scena, dopo la rappresentazione, quando arriva von Meislingen: la vista di Peter, che egli credeva morto (in effetti lo era) lo fa trasalire al punto che cade rovinosamente in una delle profonde botole del palcoscenico.
La caduta gli sarà fatale. Ma prima di morire, von Meislingen confessa. A giudicare dal quotidiano del giorno dopo, non è il presumibile omicidio che egli confessa, ma semplicemente il fatto di aver sottratto indebitamente a Peter la sua opera teatrale, facendosi passare come suo autore; dallo stesso articolo si apprende che il barone, come sua ultima volontà, ha devoluto i propri beni in beneficenza.

## Produzione
Le riprese sono state effettuate ai teatri di posa della Hasselblad a Otterhällan (Göteborg).
Negli anni sessanta dal negativo originale furono tratte delle copie; nel 1993, su sollecitazione di Ingmar Bergman, lo Svensk Filminstitut ha eseguito il restauro della pellicola, fornendola di didascalie.

## Distribuzione
Nattliga toner è uscito nelle sale cinematografiche svedesi il 28 gennaio del 1918, al cinema Nytorgsteatern di Stoccolma.
In Italia, il film è stato più di recente proiettato nel 1986 nell'ambito di una restrospettiva dedicata a Georg af Klercker all'interno delle Giornate del cinema muto di Pordenone, organizzate dalla Cineteca del Friuli, e al festival "Il Cinema Ritrovato" del 2018, a cura della Cineteca di Bologna, nella versione suggerita da Bergman, che contiene le didascalie svedesi "che mancavano nella copia conservata".
Negli Stati Uniti, la prima proiezione del film è avvenuta al San Francisco International Film Festival del 1997.
Nattliga toner è stato fatto oggetto di un'edizione in VHS della Foreign Film Classics, a cura di Peter Kavel, fornito di didascalie solo in svedese.

## Accoglienza
La ricezione di Nattliga toner presso la stampa svedese coeva può essere rappresentata da un articolo apparso sullo Stockholms-Tidningen, a firma "XXX",  in prossimità dell'uscita del film: "Se non si hanno pretese letterarie eccessive, allora il film può ben essere accettato. L'ambiente suburbano di Otterhällan, peraltro limitrofo ai teatri di posa della società produttrice Hasselblad, vi è rappresentato con esattezza. Due personaggi ben realizzati sono interpretati da Gabriel Alw nei panni del poeta povero e da Justus Hagman, l'anziano altrettanto povero che alla fine scopre il delitto. Maggiori perplessità suscita invece Göthson nei panni del barone.

## Influenza culturale
Ingmar Bergman ha sempre riconosciuto nel regista Georg af Klercker, insieme a Victor Sjöström e Mauritz Stiller, uno dei capostipiti della cosiddetta "Età dell'oro del cinema svedese". In occasione del restauro di Nattliga toner Bergman ha scritto e messo in scena nel 1993 il lavoro teatrale Sista skriket, dedicato alla figura di Georg af Klercker, lavoro realizzato poi in versione di film televisivo omonimo dallo stesso Bergman nel 1995.